# Lepthyphantes linzhiensis
Lepthyphantes linzhiensis là một loài nhện trong họ Linyphiidae. Loài này phân bố ở Trung Quốc.